# 도미나가 야스히로
도미나가 야스히로(일본어: 富永 康博, 1980년 5월 22일 ~ )는 일본의 전 축구 선수이다.

## 구단 경력
과거 나고야 그램퍼스 에이트, 덴소, 사간 도스, 요코하마 F. 마리노스, 콘사돌레 삿포로에서 활동하였다.